# Villariezo (kommunhuvudort)
Villariezo är en kommunhuvudort i Spanien.   Den ligger i provinsen Provincia de Burgos och regionen Kastilien och Leon, i den norra delen av landet, 210 km norr om huvudstaden Madrid. Villariezo ligger 860 meter över havet och antalet invånare är 414.
Terrängen runt Villariezo är platt. Runt Villariezo är det glesbefolkat, med 9 invånare per kvadratkilometer. Närmaste större samhälle är Burgos, 8,3 km norr om Villariezo. Trakten runt Villariezo består till största delen av jordbruksmark.